# Bubël
Bubël / Bublje (cyr. Бубље) – wieś w Kosowie, w regionie Prizren, w gminie Malishevë/Mališevo. W 2011 roku liczyła 636 mieszkańców. 